# قائمة المنشقين السوريين
خلال حكم أسرة الأسد و‌الحرب الأهلية السورية، انشق عدد من الشخصيات السورية البارزة إما إلى التمرد أو إلى بلدان أخرى:
الملازم اول المهندس محمد سومر كدالم تاريخ الانشقاق 05.11.2011
الرائد المظلي عماد رياض الأسعد تاريخ الانشقاق 21 تشرين الثاني 2012
علي شاكردي ضابط برتبة نقيب انشق عن النظام السوري في عام ٢٠١١م من الأتارب غرب حلب وقائد في الجيش السوري الحر أسس ما يعرف ب أمجاد الإسلام ومن لواء ثوار الشام 

## خلال حكم حافظ الأسد
- بسام العدل – 1989 (إلى إسرائيل)[3]

## خلال حكم بشار الأسد
- حسام العواك، ضابط إدارة المخابرات الجوية والقوات الجوية السورية، يدعي أنه انشق في عام 2005، على الرغم من أن آخرين يجادلون بأنه انضم إلى المعارضة السورية فقط من أجل الانتهازية

### خلال الثورة السورية
- محمد بسام عمادي، السفير السابق لدى السويد – 2011
- عبد الرزاق طلاس، ضابط سابق في الشرطة السورية، وحاليًا أحد قادة الجيش السوري الحر – يونيو 2011
- رياض الأسعد، عقيد سابق في القوات الجوية السورية،[4] والقائد السابق للجيش السوري الحر،[5] يوليو 2011
- مصطفى الشيخ، جنرال سابق في قوة الشرطة السرية، والرئيس السابق للجيش السوري الحر – 6 يناير 2012[6][7]
- حيدر حسن ناصر ضابط سوري سابق برتبة عميد في وزارة الداخلية السورية. و مؤسس قيادة “قوى الأمن الداخلي الحر” 2012 فيديو
- عماد غليون، برلماني عن حمص – يناير 2012 (إلى مصر)[8]
- عبدو حسام الدين، نائب وزير النفط – 7 مارس 2012
- فراس طلاس، ابن مصطفى طلاس، وزير الدفاع السابق في عهد حافظ الأسد – 12 مارس 2012 (إلى باريس)[9]
- حسن حمادة، عقيد في القوات الجوية السورية، 2012 (إلى الأردن)
- فارس البيوش، مقدم في القوات الجوية السورية – يوليو 2012[10]
- مناف طلاس، عميد في الحرس الجمهوري السوري – 2012 (إلى تركيا، في وقت لاحق باريس)
- نواف الفارس، السفير لدى العراق – 11 يوليو 2012 (في العراق، انتقل بعد ذلك إلى قطر)[11]
- عدنان سلو، لواء والرئيس السابق لبرنامج الأسلحة الكيميائية السوري – يوليو 2012 انشق إلى المعارضة[12]
- عبد اللطيف الدباغ، السفير لدى الإمارات – يوليو 2012 (إلى قطر)[13]
- لمياء الحريري، ابنة أخت نائب الرئيس السوري فاروق الشرع، مبعوثة إلى قبرص – 24 يوليو 2012 (إلى قطر)[14]
- محمد تحسين الفقير، الملحق العسكري في السفارة السورية في عُمان – يوليو 2012[15]
- إخلاص بدوي، نائبة برلمان عن حلب، بعثية، موالية للأسد، انشقت إلى تركيا مع أطفالها الستة – يوليو 2012[9][16]
- فاروق طه، السفير لدى روسيا البيضاء. فر من روسيا البيضاء في الربيع، ولكنه لم يعلن انشقاقه قبل أواخر يوليو 2012.[17]
- صخر مصطفى الدوس ، رقيب من قيادة الفرقة العاشرة انشق ولتحق لصفوف الجيش السوري الحر في -مارس 2012 . وبعدها إلى(الاردن)
- خالد الأيوبي، القائم بالأعمال في السفارة لدى المملكة المتحدة وأبرز دبلوماسي في البلد بعد طرد المسؤولين الأعلى – يوليو 2012.[18]
- محمد حسام حافظ، قنصل في السفارة السورية في يريفان، أرمينيا – يوليو 2012.[19]
- محمد فارس، لواء والطيار العسكري الذي أصبح أول سوري في الفضاء، انشق إلى تركيا.[20]
- رياض فريد حجاب، رئيس الوزراء السوري – 6 أغسطس 2012[21]
- حسن محمد جاويش مقدم مهندس رئيس قسم الصيانة في الكلية الجوية 4 اغسطس 2012
- محمد الجليلاتي، وزير المالية، وذكر أنه اعتقل أثناء محاولته الانشقاق.[22] نفاه التلفزيون الحكومي السوري، الذي قال أن السيد جيللاتي كان لا يزال في مكتبه يعمل كالمعتاد، وانه أذاع ما قالته مقابله هاتفيه معه أنكر التقارير التي تفيد بأنه احتجز.
- داني البعاج، ممثل سوريا في مجلس حقوق الإنسان التابع للأمم المتحدة، انشق إلى جنيف – 11 يوليو 2012[23][24]
- إبراهيم الجباوي، عميد ونائب قائد الشرطة في محافظة حمص السورية الوسطى – 12 يوليو 2012 (إلى الأردن)[25]
- سليم إدريس، كان لواءًا في قوه الشرطة السورية عندما انشق في يوليو 2012. شغل منصب رئيس أركان الجيش السوري الحر.
- يعرب الشرع، ابن عم نائب الرئيس السوري فاروق الشرع.
- ناصر الحريري، عضو سابق في مجلس الشعب السوري عن درعا – 23 أغسطس 2012 (إلى الأردن)
- محمد موسى الخيرات، قائد الفرقة السابعة التابعة لقوة الشرطة السورية – 25 أغسطس 2012 (إلى الأردن)
- عبد الله العمر، مدير العديد من القنوات السورية الموالية للحكومة – سبتمبر 2012
- عوض أحمد علي، رئيس فرع الأمن في دمشق – سبتمبر 2012 (إلى تركيا)
- عماد الأحمر، القنصل السوري في كوالا لمبور، ماليزيا – 8 سبتمبر 2012 (إلى مصر)
- محمود عبيد، الملحق الدبلوماسي السوري في ماليزيا – 8 سبتمبر 2012 (إلى مصر)
- بشار الحاج، الملحق الدبلوماسي السوري في صربيا، سبتمبر 2012
- يوسف الأسد، ضابط في القوات الجوية السورية ومن أقرباء الرئيس بشار الأسد
- خالد عبد الرحمن الزامل، العقيد السوري الذي انشق في البداية للانضمام إلى قوات المعارضة، وفي أواخر سبتمبر 2012 دعا إلى التخلي عن التمرد ضد الرئيس بشار الأسد (يرافقه حوالي 10 من المتمردين السابقين الآخرين)
- جهاد مقدسي، المتحدث باسم وزارة الخارجية السورية، 2 ديسمبر 2012 (إلى المملكة المتحدة)
- باسل نيازي، معاون مدير الإدارة القانونية، وزارة الخارجية السورية.
- عبد العزيز الشلال، لواء وقائد الشرطة العسكرية السورية، 25 ديسمبر 2012
- كمال جمال بيك، المدير السابق للبرمجة في إذاعة سانا الرسمية وموقع أخبار سانا على الإنترنت في دمشق، 28 ديسمبر 2012 (إلى باريس)
- لمى الخضراء، رئيسة تحرير إذاعة دمشق التي تديرها الدولة، 28 ديسمبر 2012
- بدور عبد الكريم، رئيسة تحرير إذاعة دمشق التي تديرها الدولة، 28 ديسمبر 2012
- اللواء محمد عز الدين خلوف، رئيس الإمدادات واللوجستيات في قوات الشرطة المسلحة السورية، 16 مارس 2013 (إلى الأردن)[26]
- الرائد المظلي عماد رياض الأسعد تاريخ الانشقاق 21 تشرين الثاني 2012 إلى لجيش السوري الحر
- لمى أحمد، قنصل ثان في القنصلية السورية في دبي، معاون مدير إدارة الدراسات و الترجمة في وزارة الخارجية السورية، دمشق 2013 (إلى برلين)

1. ↑  "Gmail". accounts.google.com. مؤرشف من الأصل في 2025-01-09. اطلع عليه بتاريخ 2024-12-11.
2. ↑  الصيفي، أحمد إبراهيم (1 يونيو 2013). "احتفالات الزار في مصر: رواية شاهد عيان". دورية کان التاريخية: المستقبل الرقمي للدراسات التاريخية. ج. 6 ع. 20: 128–134. DOI:10.21608/kan.2013.106899. ISSN:2090-0449.
3. ↑  جار "بسام العدل" يكشف لـ"زمان الوصل" تفاصيل جديدة عن حياة الطيار الذي هرّب "ميغ 23" إلى "إسرائيل" نسخة محفوظة 21 أكتوبر 2015 على موقع واي باك مشين.
4. ↑  "Syria on brink of sectarian civil war, West says". Reuters. 31 مايو 2012. مؤرشف من الأصل في 2015-09-05.
5. ↑  "U.N. veto called 'green light' for Assad". مؤرشف من الأصل في 2018-11-17.
6. ↑  "ynet החבר, הגנרל, הטייס ורה"מ. כולם בורחים מאסד - חדשות". مؤرشف من الأصل في 2017-10-11. اطلع عليه بتاريخ 2012-08-08.
7. ↑  Blomfield، Adrian (6 يناير 2012). "Damascus bomb kills 25 as regime suffers high level defection - Telegraph". The Daily Telegraph. London. مؤرشف من الأصل في 2019-03-08. اطلع عليه بتاريخ 2012-08-08.
8. ↑  "Syrian defector speaks of devastation; slams Arab League mission - CNN". 17 يناير 2012. مؤرشف من الأصل في 2012-03-15. اطلع عليه بتاريخ 2012-07-29.
9. 1 2  "Syrian parliamentarian defects to Turkey". The Guardian. London. 27 يوليو 2012. مؤرشف من الأصل في 2016-03-14. اطلع عليه بتاريخ 2012-07-29.
10. ↑  "LIWA FURSAN'S MODERATE SYRIAN FIELD COMMANDER LT. COLONEL FARES AL-BAYOUSH". Jamestown. 29 فبراير 2016. مؤرشف من الأصل في 2018-06-30.
11. ↑  "BBC News - Syrian crisis: Assessing defector Nawaf Fares' claims". 17 يوليو 2012. مؤرشف من الأصل في 2018-12-14. اطلع عليه بتاريخ 2012-07-29.
12. ↑  Blomfield، Adrian (16 يوليو 2012). "Residents flee Damascus as Syrian capital sees heaviest fighting so far in country's 'civil war'  - Telegraph". The Daily Telegraph. London. مؤرشف من الأصل في 2018-01-18. اطلع عليه بتاريخ 2012-07-29.
13. ↑  "BBC News - Syria's Turkish border units 'head for Aleppo'". 25 يوليو 2012. مؤرشف من الأصل في 2018-12-14. اطلع عليه بتاريخ 2012-07-29.
14. ↑  "BBC News - Syria's Turkish border units 'head for Aleppo'". 25 يوليو 2012. {{استشهاد بخبر}}: الوسيط |تاريخ الوصول بحاجة لـ |مسار= (مساعدة)، الوسيط |مسار أرشيف= بحاجة لـ |مسار= (مساعدة)، والوسيط غير المعروف |* 
المسار= تم تجاهله (مساعدة)
15. ↑  "Defected Syrian general Manaf Tlas says seeks to unite opposition - Israel News". Haaretz Daily Newspaper. {{استشهاد ويب}}: الوسيط |تاريخ الوصول بحاجة لـ |مسار= (مساعدة)، الوسيط |مسار أرشيف= بحاجة لـ |مسار= (مساعدة)، الوسيط |مسار= غير موجود أو فارع (مساعدة)، والوسيط غير المعروف |الرائد  مسار= تم تجاهله (مساعدة)
16. ↑  "Clashes continue as Syrian MP defects". Al Bawaba. {{استشهاد ويب}}: الوسيط |تاريخ الوصول بحاجة لـ |مسار= (مساعدة)، الوسيط |مسار أرشيف= بحاجة لـ |مسار= (مساعدة)، الوسيط |مسار= غير موجود أو فارع (مساعدة)، والوسيط غير المعروف |الرائد المظلي عماد رياض الأسعدمسار= تم تجاهله (مساعدة)
17. ↑  "Syrian Ambassador in Belarus confirmed the transition to the opposition". Charter 97. 29 يوليو 2012. مؤرشف من الأصل في 2019-03-06. اطلع عليه بتاريخ 2012-07-30.
18. ↑  Spillius، Alex (30 يوليو 2012). "Syrian Charge D'Affaires in London resigns". The Telegraph. مؤرشف من الأصل في 2017-10-12. اطلع عليه بتاريخ 2012-07-31.
19. ↑  "Adviser of Syrian embassy in Armenia untimely finished his mission". Armenpress. 31 يوليو 2012. مؤرشف من الأصل في 2017-10-11. اطلع عليه بتاريخ 2012-08-01.
20. ↑  "Syria's first astronaut defects to Turkey: report". ArabNews. مؤرشف من الأصل في 2012-08-11. اطلع عليه بتاريخ 2012-08-05.
21. ↑  "Syria Prime Minister Riad Hijab defects". BBC News. 6 أغسطس 2012. مؤرشف من الأصل في 2019-04-04.
22. ↑  "BBC News - Syria Prime Minister Riad Hijab defects". 6 أغسطس 2012. مؤرشف من الأصل في 2019-04-04. اطلع عليه بتاريخ 2012-08-08.
23. ↑  "Syria's UN human rights envoy defects in Geneva - ArabNews". مؤرشف من الأصل في 2017-10-11. اطلع عليه بتاريخ 2012-08-14.
24. ↑  "נענע10 - סוריה: דיפלומט בכיר ערק, המורדים חטפו 4 עיתונאים - חדשות". مؤرشف من الأصل في 2017-10-11. اطلع عليه بتاريخ 2012-08-14.
25. ↑  "Senior Syrian policeman defects: opposition - Reuters". 12 أغسطس 2012. مؤرشف من الأصل في 2014-11-26. اطلع عليه بتاريخ 2012-08-14.
26. ↑  "Associated Press News". bigstory.ap.org. مؤرشف من الأصل في 2015-01-03.

https://www.alquds.co.uk/%EF%BB%BF%D8%AF%D8%A8%D9%84%D9%88%D9%85%D8%A7%D8%B3%D9%8A%D8%A9-%D8%B3%D9%88%D8%B1%D9%8A%D8%A9-%D9%88%D8%A7%D8%A8%D9%86%D8%A9-%D8%A3%D8%A8%D8%B1%D8%B2-%D9%88%D8%B2%D9%8A%D8%B1-%D8%A5%D8%B9%D9%84%D8%A7/